# Sergio Stivaletti
Sergio Stivaletti (Roma, 15 marzo 1957) è un effettista, regista e sceneggiatore italiano.
Per oltre 30 anni ha ideato e creato personaggi, creature e mostri per il cinema, la televisione e il teatro, collaborando con alcuni dei più grandi registi italiani come Dario Argento, Michele Soavi, Lamberto Bava, Roberto Benigni e Gabriele Salvatores.
È anche il creatore della miniserie a fumetti Factor-V, pubblicata dal marzo 2010 dall'editore Star Comics.
Nel 2011 ha disegnato le nuove maschere di scena del gruppo musicale Surgery.

## Biografia
Si avvicina al mondo del cinema creando piccoli oggetti di scena per i film Jazz Band (1978) e Le strelle nel fosso (1979). Dopo queste esperienze collabora con lo studio di Angelo Mattei. Lavora come assistente nel film Murder Obsession (1981).
In seguito collabora alla creazione di alcuni materiali di scena nei film I cacciatori del cobra d'oro (1982) e realizza alcune riprese in stop motion per il film Assassinio al cimitero etrusco (1982). Questi lavori lo fanno notare tanto da venir chiamato a lavorare per gli effetti speciali di Phenomena di Dario Argento, creando il mostruoso bambino deforme che appare nel finale, interpretato da Davide Marotta (ispirandosi ad una malattia realmente esistente, la sindrome di Patau).
Nel 1985 lavora per il film di Lamberto Bava Dèmoni (1985) in cui utilizza degli animatroni. La collaborazione con il regista prosegue negli anni successivi in ulteriori film. Allo stesso modo prosegue la collaborazione con Dario Argento, per il quale cura effetti speciali in molti i suoi film pubblicati nei decenni: fra gli altri Opera, La sindrome di Stendhal, Il fantasma dell'opera, Non ho sonno, Il cartaio, Ti piace Hitchcock?, La terza madre e Occhiali neri. Collabora inoltre con Asia Argento per la cura degli effetti speciali del suo debutto registico Scarlet Diva.
Nel 1996 viene chiamato alla sua prima regia nel film M.D.C. - Maschera di cera, film che inizialmente doveva essere diretto da Lucio Fulci, scomparso prima dell'inizio dei lavori. Prosegue con la sua attività di regista portandolo a dirigere, fra gli altri il film Rabbia furiosa - Er canaro nel 2018.

## Filmografia

### Attore
- Dèmoni di Lamberto Bava (1985) – ruolo di una vittima, non accreditato
- Dario Argento: Master of Horror di Luigi Cozzi (1991) – se stesso
- Sick-o-Pathics di Massimo Lavagnini e Brigida Costa (1996) – ruolo di mr. Sinister
- I tre volti del terrore di Sergio Stivaletti (2004) – se stesso
- Hanging Shadows. Perspective On Italian Horror Cinema 2005 di Paolo Fazzini (2005) – se stesso
- Halloween party di Andrea Bacci – cortometraggio (2010) - la donna senza testa

### Regista
- M.D.C. - Maschera di cera (1997)
- I tre volti del terrore (2004)
- Il velo di Waltz – cortometraggio (2010)
- L'invito – cortometraggio (2013)
- The Profane Exhibit – segmento Tophet Quorum (2013)
- Fear – serie TV (2014)
- Rabbia furiosa - Er canaro (2018)

### Effettista (effetti visivi)
- A cena col vampiro, regia di Lamberto Bava – film TV (1988)
- Il nido del ragno, regia di Gianfranco Giagni (1988)
- Dellamorte Dellamore, regia di Michele Soavi (1994) – progettazione ossario
- La sindrome di Stendhal, regia di Dario Argento (1996)
- M.D.C. - Maschera di cera, regia di Sergio Stivaletti (1997) – CGI e trucco
- A spasso nel tempo - L'avventura continua, regia di Carlo Vanzina (1997)
- Scarlet Diva, regia di Asia Argento (2000) – supervisore agli effetti visivi
- Non ho sonno, regia di Dario Argento (2001)
- Demonium, regia di Andreas Schnaas (2001)
- Il cartaio, regia di Dario Argento (2004)
- In the Market, regia di Lorenzo Lombardi (2009)
- Halloween Party, regia di Andrea Bacci – cortometraggio (2010)

### Truccatore
- Phenomena, regia di Dario Argento (1985)
- Dèmoni, regia di Lamberto Bava (1985)
- Fantaghirò, regia di Lamberto Bava – miniserie TV (1991)
- Fantaghirò 2, regia di Lamberto Bava – miniserie TV (1992)
- Venerdì nero, regia di Aldo Lado (1993)
- Fantaghirò 3, regia di Lamberto Bava – miniserie TV (1993)
- Dellamorte Dellamore, regia di Michele Soavi (1994)
- Fantaghirò 4, regia di Lamberto Bava – miniserie TV (1994)
- Sorellina e il principe del sogno, regia di Lamberto Bava – miniserie TV (1996)
- H2Odio, regia di Alex Infascelli (2006)
- Il bosco fuori, regia di Gabriele Albanesi (2006)
- Giallo, regia di Dario Argento (2009)
- In the Market, regia di Lorenzo Lombardi (2009)
- Ubaldo Terzani Horror Show, regia di Gabriele Albanesi (2011)
- Morituris, regia di Raffaele Picchio (2011)
- La fabbrica dei volti noti, regia di Riccardo Papa – cortometraggio (2011)
- Bolgia totale, regia di Matteo Scifoni (2014)

### Effettista
- Follia omicida (Murder obsession), regia di Riccardo Freda (1981) – non accreditato
- Miami Golem, regia di Alberto De Martino (1985)
- Dèmoni, regia di Lamberto Bava (1985) – non accreditato
- Vendetta dal futuro, regia di Sergio Martino (1986)
- Dèmoni 2... L'incubo ritorna, regia di Lamberto Bava (1986)
- Spettri, regia di Marcello Avallone (1987)
- Opera, regia di Dario Argento (1987)
- Il maestro del terrore, regia di Lamberto Bava – film TV (1988)
- La maschera del demonio, regia di Lamberto Bava (1989)
- La chiesa, regia di Michele Soavi (1989)
- La setta, regia di Michele Soavi (1991)
- Il ritmo del silenzio, regia di Andrea Marfori (1993)
- Desideria e l'anello del drago, regia di Lamberto Bava – miniserie TV (1994)
- Dellamorte Dellamore, regia di Michele Soavi (1994)
- Carogne, regia di Enrico Caria (1995)
- Fantaghirò 5, regia di Lamberto Bava – miniserie TV (1996)
- Nirvana, regia di Gabriele Salvatores (1997)
- M.D.C. - Maschera di cera, regia di Sergio Stivaletti (1997)
- Il fantasma dell'Opera, regia di Dario Argento (1998)
- Streghe verso nord, regia di Giovanni Veronesi (2001)
- L'imbalsamatore, regia di Matteo Garrone (2002)
- Il cartaio, regia di Dario Argento (2004)
- I tre volti del terrore, regia di Sergio Stivaletti (2004)
- Ti piace Hitchcock?, regia di Dario Argento - film TV (2005)
- Arrivederci amore, ciao, regia di Michele Soavi (2006)
- Il bosco fuori, regia di Gabriele Albanesi (2006)
- Ma l'amore... sì!, regia di Tonino Zangardi e Marco Costa (2006)
- Ghost Son, regia di Lamberto Bava (2006)
- La terza madre, regia di Dario Argento (2007)
- The Dirt, regia di Claudio Simonetti e Simona Simonetti – cortometraggio (2008)
- In the Market, regia di Lorenzo Lombardi (2009)
- Cadaveri a legna, regia di Luigi Marani (2010)
- Halloween Party, regia di Andrea Bacci – cortometraggio (2010)
- Bloodline, regia di Edo Tagliavini (2010)
- Ubaldo Terzani Horror Show, regia di Gabriele Albanesi (2011)
- Undead Men, regia di Alessia Di Giovanni e Daniele Statella – film TV (2011)
- Morituris, regia di Raffaele Picchio (2011)
- La stanza dell'orco, regia di Manetti Bros. (2011)
- Dracula 3D, regia di Dario Argento (2012)
- Venuto al mondo, regia di Sergio Castellitto (2012)
- Una canzone per il paradiso, regia di Nicola Di Francescantonio (2013)
- Janara, regia di Roberto Bontà Polito (2015)
- Stalking Eva, regia di Joe Verni (2015)
- Il signor Diavolo, regia di Pupi Avati (2019)
- Occhiali neri, regia di Dario Argento (2022)
- Dante, regia di Pupi Avati (2022)
- Nato il sei ottobre, regia di Pupi Avati – docufilm (2024)
- L'orto americano, regia di Pupi Avati (2024)

### Altre attività

#### Cinema
- La casa dalle finestre che ridono di Pupi Avati (1976) – materiale di scena, non accreditato
- Le strelle nel fosso di Pupi Avati (1978) – materiale di scena, non accreditato
- Jazz band di Pupi Avati (1979) – materiale di scena, non accreditato
- Murder Obsession di Riccardo Freda (1981) – assistente agli effetti speciali, non accreditato
- I cacciatori del cobra d'oro di Antonio Margheriti (1982) – materiale di scena, non accreditato
- Assassinio al cimitero etrusco di Sergio Martino (1982) – creazione vermi in stop motion
- Miami Golem (anche noto col titolo Alien Killer) di Alberto De Martino (come Martin Herbert) (1985) – effetti ottici, animatronici e modellini
- Allan Quatermain e le miniere di re Salomone, regia di J. Lee Thompson (1985) – materiale di scena, non accreditato
- Vendetta dal futuro di Sergio Martino (1986) – make up, effetti meccanici e prostetici
- Momo di Johannes Schaaf (1986) – effetti ottici per trasformazioni
- Morirai a mezzanotte di Lamberto Bava:(1986) – maschera dell'assassino
- L'inchiesta di Damiano Damiani (1986) – realizzazione vittime
- Le miniere del Kilimangiaro di Mino Guerrini (1986) – animali animatronici (non più utilizzati)
- Mani di Pietra (anche noto come Vendetta dal futuro) di Sergio Martino (1986) – effetti speciali
- Un senor musy viejo con unas alas enormes di Fernando Birri (1988) – supervisione per la costruzione delle ali dell'angelo
- Étoile di Peter Del Monte (1988) – bozzetti scultorei per il cigno mostruoso
- Sinbad of the Seven Seas di Enzo G. Castellari (1989) – bozzetti preparatori degli effetti
- La cosa degli abissi di Juan Piquer Simón (1989) – ideazione e bozzetti per la “creatura”
- Willy Signori e vengo da lontano di Francesco Nuti (1989) – make up della pancia per la protagonista incinta
- Frankenstein oltre le frontiere del tempo di Roger Corman (1990) – bozzetti scultorei per la “creatura”
- Le comiche 2 di Neri Parenti (1991) – effetti prostetici per i protagonisti
- Quando eravamo repressi di Pino Quartullo (1992) – mosche in stop motion per la sequenza dei titoli di testa
- Port of crime di Andrea Martori (1992) – makeup e ferite per le sparatorie
- A spasso nel tempo - L'avventura continua di Carlo Vanzina (1997) – effetti digitali, creazione dinosauri
- Tiutus Andronicus di Julie Taymour (1998) – effetti animatronici
- Gostanza da Libbiano di Paolo Benvenuti (2000) – effetti animatronici del corpo per la tortura
- Pinocchio di Roberto Benigni (2002) – modelli azionabili per lo studio della scenografia (squalo gigante), modello iperrealistico del ratto per il reparto digitale (scena della carrozza trainata dai topi)
- Aranea di Paolo Bertola (2008) – effetti speciali
- Come una crisalide di Luigi Pastore (2010) – effetti speciali

### Cortometraggi
- Bolle di Agnese Luzi (2009) – produzione esecutiva, sceneggiatura e make up sfx
- Dustland di Riccardo Papa (2010) – materiale di scena

## Televisione
- La piovra 2, regia di Florestano Vancini – miniserie TV (1986)
- Va' pensiero – programma TV (Rai 3, 1987)
- Gli incubi di Dario Argento – serie TV per il programma TV Giallo (1987)
- Big! – programma TV (Rai Uno, 1991)
- Amici mostri – programma TV (Telemontecarlo, 1992)
- Il grande bluff – programma TV (Canale 5, 1996-1999)
- Caraibi di Lamberto Bava – miniserie TV (1999)
- Frankenstein – programma TV (Italia 1, 2006)

## Riconoscimenti
- Premio Artisti dello Spettacolo di Fabriano
- Targa Fantafestival di Roma
- Targa Strange Film Festival
- Premio Cinema & Società
- Targa Festival del Fantastico – Bruxelles
- Oscar del Brivido di HorrorCult (sezione effetti speciali)
- Targa Apulia Horror International Film Festival - Gallipoli, 2019
- Premio Costa Rossa Festival delle Arti - 2022
- Premio Controluce per i mestieri del cinema - Le Giornate della Luce - 2024

## Editoria
- Factor-V (ideatore).